# Marciana
Marciana egy község Elba szigetén. Közigazgatásilag Olaszország Toszkána tartományának Livorno megyéjéhez tartozik.

## Fekvése
Marciana település Elba sziget északnyugati hegyvidékén, a tengerparttól 3 km-re fekszik. A közigazgatásilag hozzá tartozó Poggio település tőle keletre fekszik. A sziget nyugati és északnyugati partvidékén elterülő Pomonte, Chiessi, Colle d'Orano, Patresi, Zanca, Sant'Andrea, Maciarello, Procchio települések közigazgatásilag szintén hozzá tartoznak. Marciana Marina 1884-ben önállósult.

## Nevezetességei
- Madonna del Monte szentély (olaszul Santuario della Madonna del Monte)
- San Liborio kápolna (olaszul Cappella di San Liborio)
- Szent Sebestyén és Szent Fábián tiszteletére szentelt templom (olaszul Chiesa dei Santi Sebastiano e Fabiano)
- Szent Katalin tiszteletére szentelt templom (olaszul Chiesa di Santa Caterina)
- Szent Miklós tiszteletére szentelt templom (olaszul Chiesa di San Niccolò) Poggioban

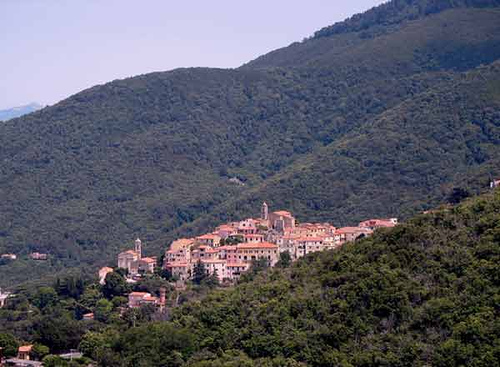
Poggio látképe